# Stéphane Éthier
 (août 2009).
Si vous disposez d'ouvrages ou d'articles de référence ou si vous connaissez des sites web de qualité traitant du thème abordé ici, merci de compléter l'article en donnant les références utiles à sa vérifiabilité et en les liant à la section « Notes et références ».
Pour les personnes ayant le même patronyme, voir Éthier.
Stéphane Éthier est un animateur de télévision canadien.

## Biographie
Stéphane Ethier se fait connaître en remportant le premier prix junior des Championnats du monde d’orthographe et de langue française de Bernard Pivot en 1989. Il est ensuite invité à se joindre à l'équipe de Téléservice, une émission diffusée sur Radio-Québec, où il tient une chronique sur la langue française de 1990 à 1995. 
Il se spécialise ensuite dans le domaine de la technologie, en devenant d'abord coanimateur de l'émission de télévision Branché de la Société Radio-Canada (1996-1999), puis animateur de l'émission KT:3Z diffusée sur Ztélé (2000-2001). 
Stéphane Ethier bifurque vers la politique québécoise, à titre de conseiller pour les ministres Joseph Facal (Affaires intergouvernementales canadiennes) et Sylvain Simard (Éducation et Emploi), au sein du gouvernement de Bernard Landry, en 2001-2002.
Il travaille comme consultant au sein de McKinsey & Company, de 2006 à 2008, puis devient stratège principal au bureau montréalais de l'agence de communication-marketing Cossette.